# アレッサンドロ・ベルトリーニ
アレッサンドロ・ベルトリーニ（Alessandro Bertolini、1971年7月27日 - ）は、イタリア、ロヴェレート出身の自転車競技（ロードレース）選手。

## 経歴
1994年、カレラジーンズ・タッソーニと契約を結んでプロ転向。
- ツール・ド・フランス初出場、第12ステージ棄権。

1996年、ブレシャラートに移籍。
1997年、ファビオ・バルダート、ミケーレ・バルトリ、パオロ・ベッティーニ、ジルベルト・シモーニ、マッテオ・トザットらを擁する、MG・マリフィチオに移籍。
- パリ〜ブリュッセル優勝。

1998年、コフィディスに移籍。
1999年、モービルヴェッタ・デザイン＝ノースウェーヴに移籍。
2000年、アレッシオに移籍。
2003年
- ジロ・デル・ピエモンテ優勝。

2004年
- ジロ・デ・イタリア初出場、総合53位。

2005年、ドミーナ・ヴァカンツェに移籍
- コッパ・サバティーニ優勝。

2006年、セッレ・イタリアに移籍
- コッパ・アゴストーニ優勝。

2007年、セッラメンティ PVC ディキジョバンニ・アンドローニ ジョカットーリ（現 アンドローニ・ジョカットーリ）に移籍。
- UCIヨーロッパツアー総合優勝。
- コッパ・アゴストーニ連覇
- ジロ・デル・ヴェネト優勝
- コッパ・プラッチ優勝
- ジロ・デッラッペンニーノ優勝
- トリッティコ・ロンバルド総合優勝。

2008年
- ジロ・デ・イタリア第11ステージ優勝、総合89位
- ジロ・デッラッペンニーノ連覇。

2009年
- ジロ・デ・イタリア第7ステージでは優勝できなかったものの、雨で路面は滑りやすくなり、霧で視界は遮られ、しかもヘアピンカーブだらけのゴールのキアヴェンナまで標高差約1500mを一気に下る下り坂で、危険を顧みない高速ダウンヒルを敢行してレースを沸かせた。

2010年
- ジロ・デル・トレンティーノ第3ステージにおいて出身地のロヴェレートから僅か20kmしか離れていないゴール地点のトレントで、逃げ切り勝利を決めた。